# 杜苹
杜苹（1978年2月28日—），是一名中国足球运动员，司职前锋，曾经入选中国国家足球队。

## 簡歷
杜苹在与众多外援前锋的竞争中凭借出色表现于甲A联赛脱颖而出，曾经被视为中国国家队锋线的希望。不过2004年杜苹以400万元高价加盟上海国际后，受到了一定伤病与状态不佳的困扰，虽然之后仍然常有出色表现与进球，不过并未达到原先被期望的成就。2007年，他被租借到香港南华。2008年，他返回了故乡沈阳加盟乙级队沈阳东进，帮助球队夺得乙级联赛冠军升入甲级。2010年杜苹加盟乙级联赛球队盘锦盟尊，杜苹在赛季结束后退役。